# I Shot an Arrow into the Air
"I Shot an Arrow into the Air" is een aflevering van de Amerikaanse televisieserie The Twilight Zone. Het scenario werd geschreven door Rod Serling, gebaseerd op een verhaal van Madelon Champion.

## Plot

### Opening
Her name is the Arrow One. She represents four and a half years of planning, preparation and training, and a thousand years of science and mathematics and the projected dreams and hopes of not only a nation but a world. She is the first manned aircraft into space. And this is the countdown, the last five seconds before man shot an arrow into the air.
— Rod Serling

### Verhaal
Een bemand ruimteschip stort neer op iets wat op het eerste gezicht een onbekende planetoïde lijkt te zijn. De astronauten hebben niet veel hoop op overleving. Slechts vier van de bemanningsleden hebben de crash overleefd en een van hen sterft al snel na de crash aan zijn verwondingen. De andere drie, Corey, Donlin en Pierson, besluiten de woestijnachtige omgeving te verkennen in de hoop onderdak en water te vinden.
Wanneer Corey en Donlin terugkeren, lijkt het erop dat Pierson dood is en dat Corey hem heeft vermoord voor diens watervoorraad. Donlin dwingt Corey onder dreiging van een pistool om hem naar Piersons lichaam te brengen. Ze vinden Pierson, die nog in leven blijkt te zijn maar wel stervende is door de hitte. Hij probeert met zijn laatste krachten een soort diagram te tekenen.
Corey vermoordt Donlin en Pierson en trekt alleen verder, ervan overtuigd dat hij het langer uit zal houden nu hij de watervoorraad van alle drie de mannen heeft. Na een lange tocht door het woestijnlandschap ziet hij tot zijn verbazing een paar hoogspanningsmasten in het landschap en beseft dat het diagram wat Pierson tekende hierop sloeg. Het blijkt dat ze al die tijd gewoon op de aarde waren, in de Nevadawoestijn.

### Slot
Practical joke perpetrated by Mother Nature and a combination of improbable events. Practical joke wearing the trappings of nightmare, of terror, of desperation. Small human drama played out in a desert ninety-seven miles from Reno, Nevada, U.S.A., continent of North America, the Earth, and of course the Twilight Zone.
— Rod Serling

## Rolverdeling
- Dewey Martin: Officer Corey
- Edward Binns: Colonel Donlin
- Ted Otis: Pierson
- Harry Bartell: Langford

## Notities
- Toen Serling nog maar net was begonnen met het verzamelen van ideeën voor The Twilight Zone, deed hij een open oproep voor scenario's. Iedereen mocht een scenario insturen gebaseerd op een sciencefiction-idee. Het scenario voor deze aflevering, ingestuurd door Madelon Champion een van de weinige goede. Hij betaalde haar $500 voor het scenario.

- Veel van de aflevering werd opgenomen in Death Valley.

- De titel van de aflevering is afkomstig van "I shot an arrow into the air, it fell to earth I know not where", de openingszin van Henry Wadsworth Longfellows "The Arrow and the Song".

- Dezelfde titel werd ook gebruikt door Serling voor een nooit opgenomen pilotaflevering van de Twilight Zone.

- De plot van de aflevering vertoont overeenkomsten met Serlings scenario voor Planet of the Apes. Ook daarin denken astronauten na een crash op een andere planeet te zijn, enkel om later te ontdekken dat ze al die tijd op de aarde waren.

- De Stargate SG-1 aflevering "Solitudes" gebruikt een soortgelijk thema.